# Autohipnoza
Autohipnoza (stgr. αὐτός autós „sam” + ὕπνος hýpnos „sen”) – oznacza:
- czynność prowadzącą do osiągnięcia zmienionego stanu świadomości, zwanego często także hipnotycznym transem (stan głębokiego wewnętrznego rozluźnienia przy jednoczesnym zachowaniu uważnej świadomości),
- stan zmienionej świadomości, stan hipnotyczny.

Przedrostek „auto” oznacza, że osoba indukuje samą siebie, a stan transu jest osiągany bez udziału osób trzecich. Przedmiot i podmiot hipnozy są tożsame.
Charakterystyczna dla autohipnozy, tak jak i hipnozy, jest podwyższona koncentracja i zogniskowanie uwagi na aspektach świata wewnętrznego (doznaniach i odczuciach z ciała, na wewnętrznych obrazach, myślach, wrażeniach) oraz zmniejszona receptywność bodźców ze świata zewnętrznego.
Autohipnoza to pierwotny fenomen, występujący samoistnie, np. u biegaczy długodystansowych czy w czasie tańców transowych. Pojawia się także w subtelnej formie w codziennym życiu jako stany zagapienia się lub zamyślenia, kiedy traci się orientację co do czasu i przestrzeni. Milton Erickson nazywa to zjawisko zwykłym, codziennym transem. Trans tego rodzaju może pojawić się w odpoczynkowej fazie naturalnego rytmu dobowego.
Każda hipnoza prowadzona przez osobę trzecią może być rozumiana jako autohipnoza pod czyimś prowadzeniem.

## Zastosowanie autohipnozy
Stres, szczególnie długotrwały, prowadzi do zakłócenia rytmów dobowych, zaburzenia ich równowagi, co może wywołać procesy chorobowe. Naturalnej hipnoterapii, w tym także autohipnozie, przypisywana jest możliwość unormowania podstawowych cykli odpoczynku i aktywności oraz związaną z nim regulację wielu ultradobowych rytmów układów hormonalnego i autonomicznego, które kontrolują metabolizm. Tym samym autohipnoza może przyczyniać się do wzmocnienia systemu odpornościowego.
Autohipnoza, tak jak hipnoza, ma szerokie zastosowanie:
- w leczeniu zaburzeń nastroju i emocji (lęki, fobie, depresja, utrata kontroli) poprzez odblokowanie potencjału i przezwyciężenie ograniczeń,
- w walce z bólem, zarówno w przebiegu zmian chorobowych, jak i w trakcie zabiegów medycznych (np. w stomatologii, w czasie porodu),
- wspomaga procesy zdrowienia w wielu stanach chorobowych, wzmacniając mobilizację układu immunologicznego, a także harmonizując układ hormonalny,
- pomaga w walce z niekorzystnymi nawykami, z nałogami, wzmacniając poczucie samokontroli,
- w wydobywaniu ukrytych zasobów, talentów i możliwości, swoich własnych, ale także rodziny pochodzenia (kiedy w stanie autohipnozy spotykamy się z ważnymi osobami z rodziny),
- w sporcie pomaga osiągać poprawę wyników[potrzebny przypis],
- w biznesie pomaga pokonywać przeszkody i trudności i osiągać wyznaczone cele[potrzebny przypis].